# Peter Parros
Peter Parros (Brooklyn, 11 novembre 1960) è un attore statunitense.

## Biografia
Ha preso parte ad alcune soap opera e ad alcuni film per la TV americana.
È però diventato famoso per aver interpretato il ruolo di RC3 - Reginald Cornelius III (detto RC3) nella famosa serie televisiva Supercar.
È stato anche una comparsa in un episodio di Star Trek e Star Trek - The Next Generation.
Dal 1990 al 1991 ha preso parte al telefilm New Adam-12, un remake della più fortunata serie poliziesca anni '60 Adam-12.

## Vita privata
È sposato dal 1985 con l'attrice Jerri Morgan; ha un figlio e una figlia.

## Filmografia parziale

### Cinema
- Scuola di geni (Real Genius), regia di Martha Coolidge (1985)
- Il sergente di fuoco (Death Before Dishonor), regia di Terry Leonard (1987)
- Rim of the World, regia di McG (2019)

### Televisione
- Supercar - serie TV (1983-1986)
- Star Trek - The Next Generation - serie TV, un episodio (1988)
- New Adam-12 - serie TV (1990-1991)
- Law & Order - I due volti della giustizia - serie TV, 2 episodi (2008)
- Castle - serie TV, episodio 3x21 (2011)

## Doppiatori italiani
Nelle versioni in italiano delle opere in cui ha recitato, Peter Parros è stato doppiato da:
- Fabrizio Temperini in Supercar (1ª voce)
- Vittorio Guerrieri in Supercar (2ª voce)
- Sandro Sardone in Star Trek: The Next Generation
- Giorgio Bonino in New Adam-12
- Roberto Draghetti in CSI: Miami
- Stefano Mondini in Castle